# Deutsche Jugend-Kraft Gütersloh 1923 1975-1976
Questa voce raccoglie le informazioni riguardanti il Deutsche Jugend-Kraft Gütersloh 1923 nelle competizioni ufficiali della stagione 1975-1976.

## Stagione
Nella stagione 1975-1976 il Gütersloh, allenato da Rudi Schlott e Karlheinz Feldkamp, concluse il campionato di 2. Bundesliga al 19º posto. In Coppa di Germania il Gütersloh fu eliminato al terzo turno dall'Arminia Bielefeld.

## Rosa
| N. |                     | Ruolo | Calciatore             |
| -- | ------------------- | ----- | ---------------------- |
|    | Germania (bandiera) | P     | Ulrich Granzow         |
|    | Germania (bandiera) | P     | Dietmar Wiese          |
|    | Germania (bandiera) | D     | Eduard Angele          |
|    | Germania (bandiera) | D     | Hans-Georg Brinkrolf   |
|    | Germania (bandiera) | D     | Harry Fechner          |
|    | Germania (bandiera) | D     | Peter Hillebrandt      |
|    | Germania (bandiera) | D     | Jürgen Klein           |
|    | Germania (bandiera) | D     | Karl-Heinz Nonnenbruch |
|    | Germania (bandiera) | D     | Walter Oswald          |
|    | Germania (bandiera) | D     | Michael Piwowarski     |
|    | Germania (bandiera) | D     | Michael Pyka           |

| N. |                     | Ruolo | Calciatore          |
| -- | ------------------- | ----- | ------------------- |
|    | Germania (bandiera) | C     | Heribert Bruchhagen |
|    | Germania (bandiera) | C     | Alois Fortkord      |
|    | Germania (bandiera) | C     | Wolfgang Grübel     |
|    | Germania (bandiera) | C     | Peter Riediger      |
|    | Germania (bandiera) | C     | Norbert Röwekamp    |
|    | Germania (bandiera) | A     | Peter Füllbier      |
|    | Serbia (bandiera)   | A     | Pedro Milasincic    |
|    | Germania (bandiera) | A     | Gerd Roggensack     |
|    | Germania (bandiera) | A     | Heinz Rudloff       |
|    | Germania (bandiera) | A     | Wolfgang Rummenigge |

## Organigramma societario
Area tecnica
- Allenatore: Karlheinz Feldkamp
- Allenatore in seconda:
- Preparatore dei portieri:
- Preparatori atletici:

## Calciomercato

### Sessione estiva
| Acquisti | Acquisti      | Acquisti    | Acquisti |
| R.       | Nome          | da          | Modalità |
| -------- | ------------- | ----------- | -------- |
| D        | Harry Fechner | Saarbrücken |          |

| Cessioni | Cessioni            | Cessioni            | Cessioni |
| R.       | Nome                | a                   | Modalità |
| -------- | ------------------- | ------------------- | -------- |
| A        | Karl-Heinz Granitza | Röchling Völklingen |          |
| D        | Dieter Meis         | Preußen Münster     |          |

### Sessione invernale
| Acquisti | Acquisti         | Acquisti        | Acquisti |
| R.       | Nome             | da              | Modalità |
| -------- | ---------------- | --------------- | -------- |
| A        | Pedro Milasincic | Preußen Münster |          |

| Cessioni | Cessioni | Cessioni | Cessioni |
| R.       | Nome     | a        | Modalità |
| -------- | -------- | -------- | -------- |

## Risultati

### 2. Bundesliga

#### Girone di andata
| Arbitro: | Wuttke |

|                                               |           |               |
| Riediger 25’ Klein 50’ Nonnenbruch 73’ (rig.) | Marcatori | 53’ Kentschke |

| Arbitro: | Rieb |

|                            |           |  |
| Fritsche 28’ Nabrotzki 68’ | Marcatori |  |

| Arbitro: | Heitmann |

|                        |           |                 |
| Nonnenbruch 55’ (rig.) | Marcatori | 65’, 69’ Konrad |

| Arbitro: | Ohmsen |

|                          |           |  |
| Schreiner 70’ Lienen 88’ | Marcatori |  |

| Arbitro: | Gabor |

|                                                         |           |                             |
| Füllbier 15’, 86’ Roggensack 34’ Nonnenbruch 89’ (rig.) | Marcatori | 37’ Baumanns 64’ Mühlenberg |

| Arbitro: | Gabriel |

|                        |           |                |
| Fischer 33’ Mielke 61’ | Marcatori | 28’ Roggensack |

| Arbitro: | Gathmann |

|                     |           |                                                 |
| Rummenigge 14’, 58’ | Marcatori | 2’, 25’ Stolzenburg 31’ Bittlmayer 85’ Subklewe |

| Arbitro: | Wippker |

|                               |           |                |
| Götz 48’, 68’, 79’ Geweke 89’ | Marcatori | 90’ Rummenigge |

| Arbitro: | Gremmler |

|                |           |          |
| Roggensack 60’ | Marcatori | 55’ Pick |

| Arbitro: | Hennig |

|                          |           |                |
| Schulz 13’ Kucharski 67’ | Marcatori | 72’ Rummenigge |

| Arbitro: | Risse |

|  |           |                       |
|  | Marcatori | 29’ Hartl 60’ Schildt |

| Arbitro: | Teichert |

|                                              |           |            |
| Babington 53’, 60’ Jendrossek 66’ Hammes 80’ | Marcatori | 10’ Oswald |

| Arbitro: | Kopka |

|                    |           |             |
| Hayer 46’ Wolf 89’ | Marcatori | 62’ Rudloff |

| Arbitro: | Heymann |

|                             |           |                        |
| Oswald 58’ Rudloff 66’, 90’ | Marcatori | 23’ Ludwig 76’ Mödrath |

| Arbitro: | Teichert |

|                                     |           |            |
| Koschmieder 29’ Schymetzek 70’, 80’ | Marcatori | 83’ Oswald |

| Arbitro: | Schön |

|                                                |           |  |
| Roggensack 29’ Bruchhagen 60’, 66’ Rudloff 79’ | Marcatori |  |

| Arbitro: | Sommershoff |

|  |           |              |
|  | Marcatori | 19’ Füllbier |

| Arbitro: | Schütte |

|  |           |               |
|  | Marcatori | 87’ Deterding |

| Arbitro: | Zittrich |

|                     |           |                |
| Skov 7’ Neumann 58’ | Marcatori | 10’ Rummenigge |

#### Girone di ritorno
| Arbitro: | Ahlenfelder |

|                                     |           |                     |
| Schonert 22’ Klinge 42’ Ziegler 45’ | Marcatori | 4’ Pyka 84’ Rudloff |

| Arbitro: | Hanschke |

|  |           |                                 |
|  | Marcatori | 46’ Leufgen 90’ (rig.) Fritsche |

| Arbitro: | Hilker |

|  |           |             |
|  | Marcatori | 10’ Rudloff |

| Arbitro: | Wahmann |

|  |           |                            |
|  | Marcatori | 28’ Hey 87’ (rig.) Peitsch |

| Arbitro: | Kopka |

|                                      |           |             |
| Koch 7’ Mühlenberg 46’ Genschick 49’ | Marcatori | 65’ Rudloff |

| Arbitro: | Rögner |

|                |           |  |
| Bruchhagen 20’ | Marcatori |  |

| Arbitro: | Boe |

|  |           |                |
|  | Marcatori | 38’ Roggensack |

| Arbitro: | Raabe |

|  |           |                                                          |
|  | Marcatori | 10’ Redder 55’ Baake 63’ Berghaus 80’ Pröpper 88’ Gerber |

| Arbitro: | Kohnen |

|                     |           |                |
| Jonas 20’ Kraus 89’ | Marcatori | 75’ Rummenigge |

| Arbitro: | Holste |

|                          |           |           |
| Milasincic 41’ Klein 79’ | Marcatori | 24’ Klohs |

| Arbitro: | Waltert |

|                          |           |             |
| Wagner 22’ Ackermann 66’ | Marcatori | 87’ Fechner |

| Arbitro: | Bartnick |

|             |           |                          |
| Rudloff 57’ | Marcatori | 31’ Krause 44’ Babington |

| Arbitro: | Gathmann |

|                |           |  |
| Bruchhagen 60’ | Marcatori |  |

| Arbitro: | Hennig |

|                       |           |  |
| Dohmen 44’ Baylón 74’ | Marcatori |  |

| Arbitro: | Risse |

|                                                    |           |  |
| Rudloff 46’ Milasincic 69’ Rummenigge 78’ Pyka 83’ | Marcatori |  |

| Arbitro: | Basedow |

|            |           |             |
| Hornig 82’ | Marcatori | 67’ Rudloff |

| Arbitro: | Hanschke |

|                                       |           |          |
| Rudloff 15’ Rummenigge 58’ Angele 90’ | Marcatori | 65’ Lenz |

| Arbitro: | Zittrich |

|                        |           |                          |
| Pleyer 6’ Krekeler 82’ | Marcatori | 20’ Rudloff 89’ Fortkord |

| Arbitro: | Rieb |

|                                                     |           |                                    |
| Bruchhagen 4’ Rudloff 45’ Rummenigge 57’ Oswald 85’ | Marcatori | 32’, 80’, 83’ Marsollek 58’ Demuth |

### Coppa di Germania
| Arbitro: | Boos |

|  |           |                |
|  | Marcatori | 67’, 68’ Klein |

| Arbitro: | Kopka |

|  |           |                |
|  | Marcatori | 29’ Rummenigge |

| Arbitro: | Lutz |

|                                      |           |                           |
| Gelsdorf 38’, 51’ Peitsch 70’ (rig.) | Marcatori | 16’ Oswald 81’ Rummenigge |

## Statistiche

### Statistiche di squadra
| Competizione      | Punti | In casa | In casa | In casa | In casa | In casa | In casa | In trasferta | In trasferta | In trasferta | In trasferta | In trasferta | In trasferta | Totale | Totale | Totale | Totale | Totale | Totale | DR  |
| Competizione      | Punti | G       | V       | N       | P       | Gf      | Gs      | G            | V            | N            | P            | Gf           | Gs           | G      | V      | N      | P      | Gf     | Gs     | DR  |
| ----------------- | ----- | ------- | ------- | ------- | ------- | ------- | ------- | ------------ | ------------ | ------------ | ------------ | ------------ | ------------ | ------ | ------ | ------ | ------ | ------ | ------ | --- |
| 2. Bundesliga     | 28    | 19      | 9       | 2       | 8       | 34      | 32      | 19           | 3            | 2            | 14           | 18           | 38           | 38     | 12     | 4      | 22     | 52     | 70     | -18 |
| Coppa di Germania | -     | 0       | 0       | 0       | 0       | 0       | 0       | 3            | 2            | 0            | 1            | 5            | 3            | 3      | 2      | 0      | 1      | 5      | 3      | +2  |
| Totale            | 28    | 19      | 9       | 2       | 8       | 34      | 32      | 22           | 5            | 2            | 15           | 23           | 41           | 41     | 14     | 4      | 23     | 57     | 73     | -16 |

### Andamento in campionato
| Giornata  | 1 | 2  | 3  | 4  | 5  | 6  | 7  | 8  | 9  | 10 | 11 | 12 | 13 | 14 | 15 | 16 | 17 | 18 | 19 | 20 | 21 | 22 | 23 | 24 | 25 | 26 | 27 | 28 | 29 | 30 | 31 | 32 | 33 | 34 | 35 | 36 | 37 | 38 |
| --------- | - | -- | -- | -- | -- | -- | -- | -- | -- | -- | -- | -- | -- | -- | -- | -- | -- | -- | -- | -- | -- | -- | -- | -- | -- | -- | -- | -- | -- | -- | -- | -- | -- | -- | -- | -- | -- | -- |
| Luogo     | C | T  | C  | T  | C  | T  | C  | T  | C  | T  | C  | T  | T  | C  | T  | C  | T  | C  | T  | T  | C  | T  | C  | T  | C  | T  | C  | T  | C  | T  | C  | C  | T  | C  | T  | C  | T  | C  |
| Risultato | V | P  | P  | P  | V  | P  | P  | P  | N  | P  | P  | P  | P  | V  | P  | V  | V  | P  | P  | P  | P  | V  | P  | P  | V  | V  | P  | P  | V  | P  | P  | V  | P  | V  | N  | V  | N  | N  |
| Posizione | 5 | 10 | 14 | 16 | 13 | 16 | 17 | 17 | 17 | 19 | 19 | 19 | 19 | 19 | 19 | 19 | 18 | 18 | 19 | 19 | 19 | 19 | 19 | 19 | 19 | 18 | 18 | 19 | 18 | 19 | 19 | 19 | 19 | 18 | 19 | 18 | 18 | 19 |

Legenda:

Luogo: C = Casa; T = Trasferta. Risultato: V = Vittoria; N = Pareggio; P = Sconfitta.

### Statistiche dei giocatori
| Giocatore      | 2. Bundesliga | 2. Bundesliga | 2. Bundesliga | 2. Bundesliga | Coppa di Germania | Coppa di Germania | Coppa di Germania | Coppa di Germania | Totale   | Totale | Totale      | Totale     |
| Giocatore      | Presenze      | Reti          | Ammonizioni   | Espulsioni    | Presenze          | Reti              | Ammonizioni       | Espulsioni        | Presenze | Reti   | Ammonizioni | Espulsioni |
| -------------- | ------------- | ------------- | ------------- | ------------- | ----------------- | ----------------- | ----------------- | ----------------- | -------- | ------ | ----------- | ---------- |
| E. Angele      | 29            | 1             | 4             | 0             | 2                 | 0                 | 0                 | 0                 | 31       | 1      | 4           | 0          |
| H. Brinkrolf   | 23            | 0             | 0             | 0             | 3                 | 0                 | 0                 | 0                 | 26       | 0      | 0           | 0          |
| H. Bruchhagen  | 34            | 5             | 6             | 0             | 3                 | 0                 | 1                 | 0                 | 37       | 5      | 7           | 0          |
| H. Fechner     | 30            | 1             | 4             | 0             | 2                 | 0                 | 1                 | 0                 | 32       | 1      | 5           | 0          |
| A. Fortkord    | 17            | 1             | 0             | 0             | 0                 | 0                 | 0                 | 0                 | 17       | 1      | 0           | 0          |
| P. Füllbier    | 18            | 3             | 2             | 0             | 2                 | 0                 | 0                 | 0                 | 20       | 3      | 2           | 0          |
| U. Granzow     | 38            | 0             | 0             | 0             | 3                 | 0                 | 0                 | 0                 | 41       | 0      | 0           | 0          |
| W. Grübel      | 6             | 0             | 0             | 0             | 1                 | 0                 | 0                 | 0                 | 7        | 0      | 0           | 0          |
| P. Hillebrandt | 14            | 0             | 1             | 0             | 1                 | 0                 | 0                 | 0                 | 15       | 0      | 1           | 0          |
| J. Klein       | 29            | 2             | 1             | 0             | 3                 | 2                 | 0                 | 0                 | 32       | 4      | 1           | 0          |
| P. Milasincic  | 18            | 2             | 1             | 0             | 1                 | 0                 | 0                 | 0                 | 19       | 2      | 1           | 0          |
| K. Nonnenbruch | 24            | 3             | 8             | 0             | 3                 | 0                 | 0                 | 0                 | 27       | 3      | 8           | 0          |
| W. Oswald      | 38            | 4             | 4             | 0             | 3                 | 1                 | 0                 | 0                 | 41       | 5      | 4           | 0          |
| M. Piwowarski  | 24            | 0             | 3             | 0             | 1                 | 0                 | 0                 | 0                 | 25       | 0      | 3           | 0          |
| M. Pyka        | 32            | 2             | 7             | 1             | 1                 | 0                 | 0                 | 0                 | 33       | 2      | 7           | 1          |
| P. Riediger    | 12            | 1             | 2             | 0             | 2                 | 0                 | 0                 | 0                 | 14       | 1      | 2           | 0          |
| G. Roggensack  | 24            | 5             | 2             | 0             | 1                 | 0                 | 0                 | 0                 | 25       | 5      | 2           | 0          |
| H. Rudloff     | 32            | 13            | 2             | 0             | 3                 | 0                 | 0                 | 0                 | 35       | 13     | 2           | 0          |
| W. Rummenigge  | 31            | 9             | 1             | 0             | 2                 | 2                 | 0                 | 0                 | 33       | 11     | 1           | 0          |
| N. Röwekamp    | 7             | 0             | 0             | 0             | 1                 | 0                 | 0                 | 0                 | 8        | 0      | 0           | 0          |
| D. Wiese       | 1             | 0             | 0             | 0             | 0                 | 0                 | 0                 | 0                 | 1        | 0      | 0           | 0          |